# Stanislaus Brien
Stanislaus Brien – polski grafik i rysownik tworzący w Wielkiej Brytanii w latach 1929-1935.
Nie są znane dane biograficzne artysty, wiadomo jedynie, że urodził się w Polsce. Jego prace zostały po raz pierwszy wystawione w 1929 w Galerii Redfern, wkrótce potem stał się popularnym w Wielkiej Brytanii grafikiem i rysownikiem tworzącym w charakterystycznym stylu art déco. Najczęstszym motywem jego prac były zwierzęta, tworzył rysunki i plakaty dla dużych firm transportowych m.in. dla koncernu Shell i londyńskiego metra, dla tej drugiej firmy stworzył węglem grafikę przedstawiającą małpkę Hoolock Gibon, którą wykorzystano w reklamie Zoo umieszczanej na stacjach metra. Wiadomo, że jego twórczość była ceniona przez jemu współczesnych twórców. Największą kolekcję jego rysunków i grafik zebrał szkocki malarz Iain Macnab, z którym Brien się przyjaźnił. Ostatnie jego prace są datowane na 1935.